# Pleurocyphoniscus
Pleurocyphoniscus är ett släkte av kräftdjur. Pleurocyphoniscus ingår i familjen Trichoniscidae.
Kladogram enligt Catalogue of Life:
| Pleurocyphoniscus | \| \| Pleurocyphoniscus bertkaui \| \| \| \| \| \| Pleurocyphoniscus karawankianus \| \| \| \| |
|                   | \| \| Pleurocyphoniscus bertkaui \| \| \| \| \| \| Pleurocyphoniscus karawankianus \| \| \| \| |
|                   | Pleurocyphoniscus bertkaui                                                                     |
|                   |                                                                                                |
|                   | Pleurocyphoniscus karawankianus                                                                |
|                   |                                                                                                |